# Spadella ledoyeri
Espèce
Spadella ledoyeri est une espèce de chaetognathes de la famille des Spadellidae.

## Étymologie
Son nom spécifique, ledoyeri, est dédié à Mr Ledoyer qui a posé et levé les pièges dans la grotte sous-marine. Il a ensuite confié les spécimens à Jean-Paul Casanova pour leur étude.

## Description
Spadella ledoyeri a une longueur totale de 4.8 à 6,6 mm dont la moitié pour la queue. Le corps est trapu avec une musculature transversale latéro-ventrale qui s'étend sur la totalité du tronc. La tête est large. Présence de dix à onze crochets lisses, dont la moitié distale est recourbée. Trois à cinq dents antérieures longues, fines et recourbées. La plus longue est la deuxième à partir de l'axe du corps. Trois dents postérieures plus courtes. Les organes vestibulaires portent quelques courtes dents à peine visibles. Les yeux ont une grande tache pigmentaire rectangulaire. La couronne ciliaire est circulaire, constituée par deux anneaux, située sur la face dorsale du cou. La collerette est bien développée au niveau du cou, se rétrécit à hauteur du ganglion nerveux ventral et descend jusqu'à l'extrémité du corps. Elle est garnie de nombreux boutons sensoriels dont la plupart sont terminés par des soies. Absence de diverticules intestinaux. Le ganglion ventral est relativement peu important, représentant 30 % de la longueur du tronc. Les nageoires latérales sont épaisses et courtes. Elles débutent au niveau du septum transversal et s'arrêtent à la moitié du segment caudal. La nageoire caudale est bien développée et en forme de spatule. Toutes les nageoires sont entièrement rayonnées et garnies de boutons sensoriels. Les ovaires contiennent de petits ovules. Les spermatozoïdes sont répartis sur une bande perpendiculaire au septum caudal. Les vésicules séminales sont ovales et s'ouvrent par une fente postéro-latérale, limitée à l'avant par une petite protubérance. Elles sont bien séparées à la fois des nageoires latérales et caudale.

## Répartition géographique
Spadella ledoyeri a été trouvé dans les eaux de la grotte des Trémies, sur le littoral des calanques de Marseille, dans le Sud de la France.

## Publication originale
- Jean-Paul Casanova, « Spadella ledoyeri, un chaetognathe nouveau de la grotte sous-marine obscure des Trémies (Calanques de Cassis) », Commission Internationale pour l'Exploration Scientifique de la Méditerranée, vol. 30, no [P-III5],‎ 1986, p. 196 (BNF 11879538, lire en ligne).